# Rodriguez-szigeti füleskuvik
A Rodriguez-szigeti füleskuvik (Mascarenotus murivorus) a madarak osztályának a bagolyalakúak (Strigiformes) rendjéhez, a bagolyfélék (Strigidae) családjához tartozó kihalt faj.

## Elterjedése
Az Indiai-óceánon lévő Mauritiushoz tartozó Rodriguez-szigeten volt honos.

## Kihalása
A 18. század közepére kihalt. Kihalásának oka az élőhely eltűnése.